# 화이트 빔, 블랙 이어
화이트 빔, 블랙 이어(Belyy Bim Chernoe ukho, White Bim, Black Ear)는 러시아(구 소련)에서 제작된 스타니슬라브 로스토트스키 감독의 1977년 드라마 영화이다. 비아체슬라프 틱호노브 등이 주연으로 출연하였다.

## 출연

### 주연
- 비아체슬라프 틱호노브

## 같이 보기
- 충견 하치코